# El factor alternatiu
"El factor alternatiu" (títol original en anglès "The Alternative Factor") és el vint-i-setè episodi de la primera temporada de la sèrie de televisió de ciència-ficció estatunidenca Star Trek. Escrit per Don Ingalls i dirigit per Gerd Oswald, es va emetre per primera vegada el 30 de març de 1967.
A l'episodi, la tripulació de l'USS Enterprise es troba amb un boig que "salta la realitat". És el primer episodi de Star Trek que tracta sobre un univers paral·lel.

## Argument
L'USS Enterprise és sacsejat per un pols d'energia. L'oficial científic Spock informa al Capità Kirk que l'atracció de la gravetat del planeta fluctua fins a zero i l'espai circumdant momentàniament ha "deixat" d'existir. Els sensors localitzen una presència humana al planeta que abans no hi era. Spock i Kirk s'envien cap al planeta i troben una nau espacial d'un sol home. Apareix un home demacrat que es diu Lazarus i es llisca per un penya-segat. Està ferit i Kirk l'ha enviat a l'Empresa per examinar-lo.
De tornada a la nau, el tinent Masters informa al capità Kirk que la misteriosa pertorbació ha drenat els cristalls de diliti a la unitat de curvatura. Un missatge de la Flota estel·lar informa que tots els quadrants han estat sotmesos al mateix efecte d'ullet i interrupció electrònica. La Flota Estelar tem que la interrupció pugui ser el preludi d'una invasió i ha ordenat a totes les naus excepte l' Enterprise que abandonin la zona. Kirk rep l'ordre de trobar la causa de la pertorbació.
Lazarus s'esvaeix periòdicament dins i fora de l'univers, trobant-se amb un enemic semblant en un "corredor dimensional", creant una picada d'ullet energètica. Spock informa d'una "ruptura" en l'espai i el temps al planeta. Lazarus diu que el seu enemic, intentant destruir l'univers, està causant el fenomen. Lazarus demana cristalls de diliti perquè pugui arreglar la seva nau i continuar lluitant contra el seu enemic. Kirk es nega. Lazarus roba diliti de l'Enterprise i és atrapat. Lazarus nega el robatori i el culpa a la seva némesi.
Kirk torna al planeta amb Lazarus i un equip de seguretat per buscar aquest enemic. Lazarus té un altre episodi del passadís dimensional i torna a la infermeria. Lazarus explica a Kirk que és un viatger en el temps; la seva nau espacial és en realitat una "porta d'entrada del corredor dimensional"; i el planeta de sota va ser una vegada el seu món natal. Lazarus afirma que el seu enemic va destruir la seva civilització en el passat, per la qual cosa Lazarus l'ha perseguit durant segles. Kirk està desconcertat pel fet que Lazarus "salta" en aquest univers; un minut està ferit i boig; el minut següent és fort i racional. Tant Kirk com Spock s'adonen que la resposta és que Lazarus són en realitat dos éssers diferents: un (aquest univers) boig i l'altre (univers antimatèria) racional. Kirk i el Sr. Spock desenvolupen la hipòtesi que l'enemic de Lazarus és el seu homòleg d'un univers antimatèria. Si ell i el seu anti-jo es posessin en contacte mútuament dins de qualsevol dels dos univers físics fora del corredor dimensional, aniquilarien tant l'univers de la matèria com l'antimatèria.
Lazarus s'allunya de la infermeria i crea una diversió en l'enginyeria per adquirir diliti. Amb els cristalls robats, s'envia al planeta per reparar la seva nau. Kirk segueix, però la màquina del temps s'activa just quan Kirk entra a la nau. Kirk és teletransportat a l'univers de l'antimatèria, on coneix l'Anti-Lazarus. L'Anti-Lazarus admet haver robat el diliti de l'Enterprise per evitar que el seu doppelgänger l'utilitzi per envair l'antimatèria fora de l'univers el corredor dimensional. Ha informat a Kirk que la seva gent creia que existien dos universos, i quan el seu homòleg de la matèria se'n va assabentar, es va tornar boig i es va obsessionar amb destruir el seu doppelganger. Li diu a Kirk que només destruint la nau de Lazarus (que també destruiria la nau d'Anti-Lazarus) mentre els dos Lazarus es troben dins del corredor dimensional "magnètic negatiu" que uneix els dos universos es poden salvar ambdós universos. Kirk afirma que la destrucció de les naus, que són portals, atraparia els dos Lazarus al passadís "al llarg del temps".
Kirk s'enfronta a l'assumpte Lazarus i l'empeny cap a la porta dimensional. Kirk torna a l' Enterprise, ordenant als fasers de la nau que apuntin a la nau de dimensions. Els dos Lazarus es troben una vegada més i lluiten dins del corredor dimensional mentre els raigs de fase vaporitzen la nau/porta d'entrada entre els universos. A la nau Kirk reflexiona que encara que els universos són segurs "per a tu i per a mi", els dos Lazarus queden atrapats per sempre: "Però què passa amb Lazarus... què passa amb Lazarus?"

## Repartiment i doblatge al català
La sèrie va ser doblada al català pels estudis Tecni-3 (primera part) i Diálogo (segona part) i emesa a TV3 l’any 1989. Els dobladors de l'episodi foren:
| Personatge                | Actor/actriu     | Veu en català                      |
| ------------------------- | ---------------- | ---------------------------------- |
| James T. Kirk             | William Shatner  | Jordi Boixaderas                   |
| Spock                     | Leonard Nimoy    | Isidre Sola i Llop                 |
| Montgomery Scott 'Scotty' | James Doohan     | Joan Carles Gustems Domènec Farell |
| Hikaru Sulu               | George Takei     | Jaume Nadal Enric Cusí             |
| Nyota Uhura               | Nichelle Nichols | Glòria Roig Azucena Díaz           |
| Lazarus                   | Robert Brown     | Joaquim Cardona                    |
| Tinent Charlene Masters   | Janet MacLachlan | Marta Molins                       |
| Tinent Leslie             | Eddie Paskey     | Enric Isasi-Isasmendi              |

## Producció
John Drew Barrymore va ser elegit per a Lazarus, però no es va presentar al rodatge sense donar cap explicació. La seva part es va reformular ràpidament amb Robert Brown. Els productors van presentar una queixa davant el Sindicat d'Actors de Cinema, que va suspendre la pertinença de Barrymore durant sis mesos, impedint-li treballar com a actor durant aquest temps.
Els efectes especialss per als episodis extradimensionals de "picada l'ullet" es van aconseguir superposant una fotografia en moviment de la Nebulosa Trífida sobre l'acció.

## Recepció
Zack Handlen de The A.V. Club, 42 anys després del seu debut inicial, va donar a l'episodi una qualificació de "C-", descrivint la trama com a "desconcertant", "poc gratificant" i amb un ritme deficient. Una classificació de cada episodi de l'original la sèrie de Hollywood.com va situar aquest episodi al 77è de 79 episodis.
El 2017, Den of Geek va classificar aquest episodi com el sisè pitjor episodi de Star Trek de la sèrie original.
El 2016, CNET va classificar "El factor alternatiu" com el novè pitjor episodi de tot Star Trek, basant-se en la classificació entre un públic i els amfitrions de la discussió en una Convenció Star Trek del 50è aniversari a Las Vegas.